# Engikaret
Engikaret è una circoscrizione rurale (rural ward) della Tanzania situata nel distretto di Longido, regione di Arusha. Conta una popolazione di 6 527 abitanti (censimento 2012).